# Hudson River School

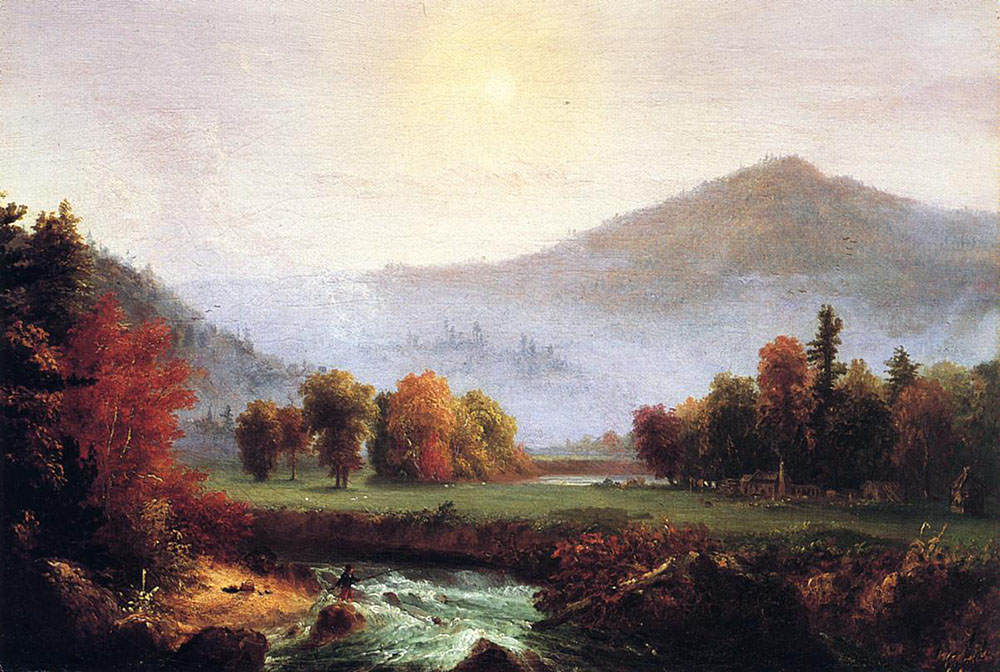
T. Cole, Morning Mist Rising Plymouth, 1830

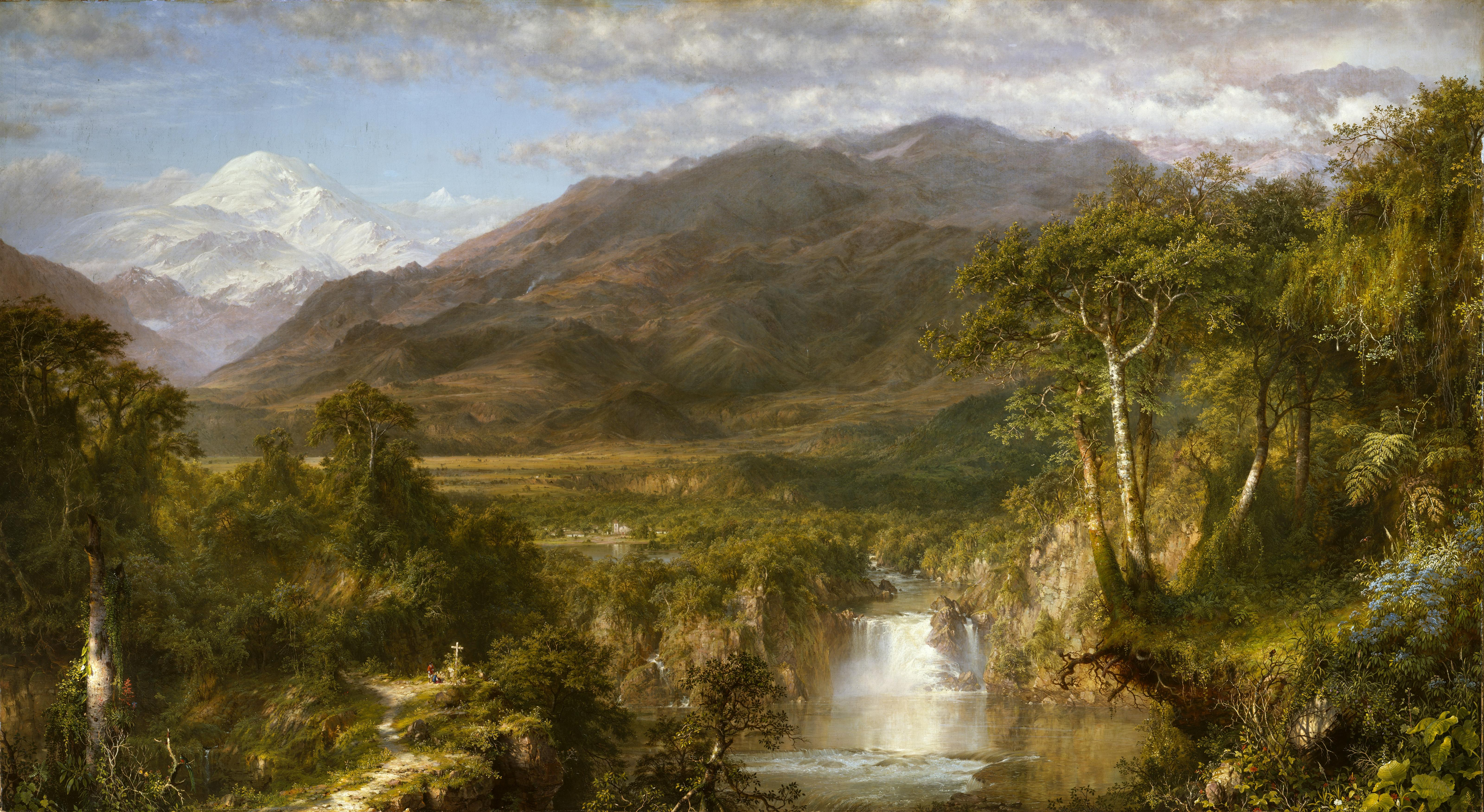
F. Church, Serce Andów, 1859

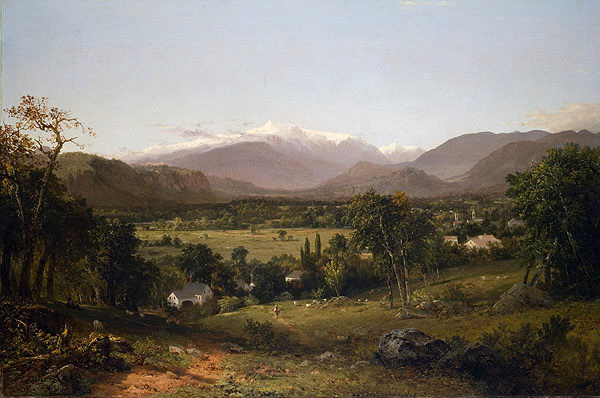
John Frederick Kensett, Góra Washington

Hudson River School – amerykański ruch artystyczny z połowy XIX wieku utworzony przez grupę pejzażystów, których artystyczna estetyka była inspirowana romantyzmem. Ich obrazy przedstawiały dolinę rzeki Hudson i przyległe tereny, takie jak góry Catskill, Adirondack i Góry Białe w New Hampshire. Określenie „szkoła” dotyczy grupy ludzi, których styl artystyczny, wygląd, inspiracje i styl wykazują podobne cechy, nie zaś do instytucji edukacyjnej.
Za twórcę Hudson River School uważany jest malarz Thomas Cole, który jesienią 1825 malował pierwsze krajobrazy Gór Catskill. Po jego przedwczesnej śmierci w 1848 r., pojawiło się tzw. drugie pokolenie malarzy Hudson River School, które było identyfikowane z luminizmem. Czołowymi przedstawicielami ruchu byli Frederic Edwin Church, John Frederick Kensett i Sanford Robinson Gifford. Ich najwybitniejsze dzieła powstały w latach 1855-1875.

## Artyści zaliczani do Hudson River School
Albert Bierstadt,
James Renwick Brevoort,
John William Casilear,
Frederic Edwin Church,
Thomas Cole,
Samuel Colman,
Jasper Francis Cropsey,
Thomas Doughty,
Robert Duncanson,
Asher Brown Durand,
Sanford Robinson Gifford,
James McDougal Hart,
William Hart,
William Stanley Haseltine,
Martin Johnson Heade,
Hermann Ottomar Herzog,
Thomas Hill,
David Johnson,
John Frederick Kensett,
Jervis McEntee,
Thomas Moran,
Robert Walter Weir,
Worthington Whittredge.